# Ctenodactyla
Ctenodactyla is een geslacht van kevers uit de familie van de loopkevers (Carabidae). De wetenschappelijke naam van het geslacht is voor het eerst geldig gepubliceerd in 1825 door Dejean.

## Soorten
Het geslacht Ctenodactyla omvat de volgende soorten:
- Ctenodactyla angusta Liebke, 1938
- Ctenodactyla batesii Chaudoir, 1861
- Ctenodactyla brasiliensis Lucas, 1857
- Ctenodactyla chevrolatii Dejean, 1825
- Ctenodactyla drapiezii Gory, 1833
- Ctenodactyla elegantula Liebke, 1931
- Ctenodactyla glabrata Bates, 1871
- Ctenodactyla langsdorfii Klug, 1834
- Ctenodactyla puncticollis Chaudoir, 1862
- Ctenodactyla santarema Liebke, 1933